# Forūdgāh-e Shahr-e Kord
Forūdgāh-e Shahr-e Kord (persiska: فرودگاه شهر کرد) är en flygplats i Iran.   Den ligger i provinsen Chahar Mahal och Bakhtiari, i den centrala delen av landet, 400 km söder om huvudstaden Teheran. Forūdgāh-e Shahr-e Kord ligger 2 045 meter över havet.
Terrängen runt Forūdgāh-e Shahr-e Kord är kuperad västerut, men österut är den platt. Runt Forūdgāh-e Shahr-e Kord är det ganska tätbefolkat, med 160 invånare per kvadratkilometer. Närmaste större samhälle är Shar-e Kord, 4,3 km nordost om Forūdgāh-e Shahr-e Kord. Trakten runt Forūdgāh-e Shahr-e Kord består till största delen av jordbruksmark.